# ITTF Pro Tour 2009
Relación de vencedores de la competición individual masculina de todos los torneos del ITTF Pro Tour que tuvieron lugar en el año 2009: 
| Fecha                          | Evento           | Campeón masculino |
| 13-17 de enero                 | Velenje          | Hao Shuai         |
| 21-25 de enero                 | Frederikshavn    | Ma Long           |
| 11-15 de febrero               | Ciudad de Kuwait | Ma Long           |
| 17-21 de febrero               | Doha             | Timo Boll         |
| 11-15 de marzo                 | Indore           | Ma Liang          |
| 19-22 de marzo                 | Bremen           | Timo Boll         |
| 27-31 de mayo                  | Minsk            | Zolt Pete         |
| 03-7 de junio                  | Suzhou           | Ma Long           |
| 11-14 de junio                 | Wakayama         | Oh Sang Eun       |
| 07-10 de julio                 | Rabat            | Vladimir Samsonov |
| 12-16 de agosto                | Tianjin          | Wang Hao          |
| 19-23 de agosto                | Seúl             | Mizutani Jun      |
| 28 de octubre - 1 de noviembre | Sheffield        | Ma Long           |
| 25-29 de noviembre             | Varsovia         | Timo Boll         |